# Kallithéa (ort i Grekland, Östra Makedonien och Thrakien)
Kallithéa är en ort i Grekland.   Den ligger i prefekturen Nomós Xánthis och regionen Östra Makedonien och Thrakien, i den nordöstra delen av landet, 400 km norr om huvudstaden Aten. Kallithéa ligger 688 meter över havet och antalet invånare är 1 131.
Terrängen runt Kallithéa är huvudsakligen kuperad, men åt sydost är den bergig. Terrängen runt Kallithéa sluttar söderut. Runt Kallithéa är det mycket glesbefolkat, med 7 invånare per kvadratkilometer. Närmaste större samhälle är Xánthi, 17,9 km sydost om Kallithéa. I omgivningarna runt Kallithéa växer i huvudsak lövfällande lövskog.